# Meridiano 48 E
O meridiano 48 E é um meridiano que, partindo do Polo Norte, atravessa o Oceano Ártico, Europa, Ásia, África, Oceano Índico, Oceano Antártico, Antártida e chega ao Polo Sul. Forma um círculo máximo com o Meridiano 132 W.
Começando no Polo Norte, o meridiano 48º Este tem os seguintes cruzamentos:
| País, território ou mar | Notas                                                         |
| ----------------------- | ------------------------------------------------------------- |
| Oceano Ártico           |                                                               |
| Rússia                  | Ilha da Terra de Alexandra, Terra de Francisco José           |
| Oceano Ártico           | Canal de Cambridge, no Mar de Barents                         |
| Rússia                  | Ilha de Zemlya Georga, Terra de Francisco José                |
| Oceano Ártico           | Mar de Barents - passa a oeste da ilha Kolguev, Rússia        |
| Rússia                  |                                                               |
| Cazaquistão             |                                                               |
| Rússia                  |                                                               |
| Mar Cáspio              |                                                               |
| Rússia                  |                                                               |
| Azerbaijão              |                                                               |
| Irão                    |                                                               |
| Iraque                  | Corre paralelo à fronteira Irão-Iraque, que fica 3 km a leste |
| Kuwait                  |                                                               |
| Golfo Pérsico           | Baía do Kuwait                                                |
| Kuwait                  | Passa na Cidade do Kuwait                                     |
| Arábia Saudita          |                                                               |
| Iêmen                   |                                                               |
| Oceano Índico           | Golfo de Áden                                                 |
| Somália                 |                                                               |
| Oceano Índico           | Passa a leste do Atol de Astove, Seicheles                    |
| Madagáscar              |                                                               |
| Oceano Índico           |                                                               |
| Oceano Antártico        |                                                               |
| Antártida               | Território Antártico Australiano, reivindicado pela Austrália |